# 高氯酸钆
高氯酸钆是一种无机化合物，化学式为Gd(ClO4)3。它可由氧化钆和高氯酸（70~72%）在80 °C反应得到。它可以和二噁烷形成无色的Gd(ClO4)3·9H2O·4C4H8O2配合物晶体。它和myo-肌醇、乙酸钠、氢氧化钠反应，可以得到含巨型分子簇{Gd140}的配合物。它和氯化铬、2,2'-联吡啶在pH=5.1下反应，可以得到[GdCr(bipy)2(OH)2(H2O)6](ClO4)4·2H2O。